# Thornhill (Derbyshire)
Thornhill – wieś w Anglii, w hrabstwie Derbyshire, w dystrykcie High Peak. Leży 50 km na północ od miasta Derby i 231 km na północny zachód od Londynu.